# Ryszard Wiejski-Wolschendorf
Ryszard Jerzy Wiejski-Wolschendorf, także Ryszard Wiejski (ur. 21 stycznia 1942 w Ozorkowie) – polski rugbista i trener rugby.

## Życiorys
Ryszard Wiejski-Wolschendorf wychowywał się w Ozorkowie pod opieką dziadków, gdzie odbył naukę w 6 klasach szkoły podstawowej. Następnie po powrocie rodziców z Ziem Odzyskanych przeniósł się do Łodzi, gdzie ukończył naukę w szkole podstawowej i XXI Liceum Ogólnokształcącym. Następnie ukończył studia na AWF w Warszawie, jednocześnie grając w klubach AZS Warszawa i Orzeł Warszawa. W 1968 został współzałożycielem (wraz ze Stanisławem Musiałczykiem, Zdzisławem Jegierskim i Bogdanem Pilarczykiem) i pierwszym trenerem sekcji rugby klubu Budowlani Łódź. W 9 meczach w latach 1970–1971, 1972, 1974 był kapitanem reprezentacji Polski w rugby. Był selekcjonerem reprezentacji Polski w rugby w latach 1976–1989 i 1994–1995 w 102 spotkaniach, będąc osobą najdłużej piastującą to stanowisko w historii polskiego rugby. W 1984 został członkiem zarządu Polskiego Związku Rugby. Od grudnia 1991 prowadzi założoną z rugbistą Włodzimierzem Całką pizzerię In Centro przy ul. Piotrkowskiej 153. Po rezygnacji Całki, prowadzi ją wraz żoną – Lubomirą Wiejską-Wolschendorf. W latach 1999–2002 był wiceprezesem PZR. W latach 2000–2002 oraz 2003–2007 był trenerem Budowlanych Łódź, 4-krotnie doprowadzając ich do finału mistrzostw polski i 2-krotnie go wygrywając. Od sierpnia 2013 jest prezesem powstałego w tym samym roku Łódzkiego Okręgowego Związku Rugby oraz, wraz z Markiem Maciejewskim, jest trenerem juniorów KS Budowlani Commercecon Łódź.

## Sukcesy

### Zawodnicze

#### AZS Warszawa
- (4×) Mistrzostwo Polski: 1962, 1963, 1964, 1966[5]

#### Orzeł Warszawa
- (2×) Wicemistrzostwo Polski: 1966, 1967[5]

### Trenerskie

#### Budowlani Łódź
- (2×) Mistrzostwo Polski Seniorów: 2006, 2007
- (2×) Wicemistrzostwo Polski Seniorów: 2004, 2005[18],
- (10×) Mistrzostwo Polski Juniorów: 1971, 1972, 1974, 1975, 1976[5],2020, 2021[17], 2022[19], 2023[20],
- (1×) Wicemistrzostwo Polski Juniorów: 1970,
- (1×) III miejsce mistrzostw Polski Juniorów: 1973[5]

### Nagrody indywidualne
- Trener Roku Polskiego Związku Rugby: 1981, 1988, 1998[5].

### Odznaczenia
- Honorowa Odznaka Polskiego Związku Rugby (1969),
- Odznaka „Mistrz Sportu” (1972),
- Odznaka „Zasłużony Działacz Kultury Fizycznej” (1984),
- Srebrny Krzyż Zasługi (1984)[5].

### Rekordy
- Trener najdłużej prowadzący reprezentację Polski w rugby: 102 mecze (lata: 1976–1989 i 1994–1995)[11][12].